# Front Robotniczy (chorwacka partia polityczna)
Front Robotniczy (chorw. Radnička fronta, RF) – chorwacka partia polityczna o charakterze socjalistyczno demokratycznym oraz progresywnym.

## Historia
Partia została utworzona w maju 2014 jako polityczna inicjatywa robotników, związkowców, bezrobotnych i studentów w Chorwacji. Wspiera antyklerykalizm, antyfaszyzm, antymilitaryzm, ekosocjalizm, prawa pracownicze, progresywizm i feminizm socjalistyczny. Niektórzy wolnościowi socjaliści oraz trockiści (Międzynarodowa Alternatywa Socjalistyczna) określają ją jako lewicowo-populistyczną i porównują do Podemos lub Syrizy.
18 grudnia 2018 ogłoszono, że Katarina Peović, członkini Frontu Robotniczego i była członkini rady miasta Zagrzebu, będzie kandydować na prezydenta Chorwacji w wyborach 22 grudnia 2019. Otrzymała wówczas 21 387 głosów, co dało jej wynik 1,12% łącznej puli głosów.
W maju 2020 Front Robotniczy dołączył do Koalicji Zieloni-Lewica, razem z Možemo!, Zagreb je NAŠ!, Održivi razvoj Hrvatske, Za grad i Nowa Lewica. Razem zdobyli 7 mandatów do parlamentu, w tym Katarina Peović na czele listy w VIII okręgu wyborczym.